# Frequencies From Planet Ten
Frequencies From Planet Ten – album stonermetalowego zespołu Orange Goblin wydany w 1997 roku.
Pierwszy studyjny album zespołu stanowiący połączenie motorowego bluesa i metalowych riffów. Inspirowany muzyką takich zespołów jak: Rush, Led Zeppelin i Black Sabbath

## Charakterystyka albumu
Już na pierwszym albumie zespołu słychać tak charakterystyczne brzmienie, melodykę' riffy i zmiany tempa. Co najmniej jedna gitara używa w każdym z utworów efektów typu wah-wah, Flanger i pogłosów. W przeciwieństwie do pozostałych albumów, perkusyjne talerze są bardzo wyraźne i wysunięte na pierwszy plan.
The Astral Project -
Początek utworu stanowi dźwięk poddany mutacji poprzez zmiany jego częstotliwości. Dźwięk ten, prawdopodobnie stworzony został przy użyciu organów Hammonda, powtarza się jeszcze w ciągu trwania piosenki. The Astral Project to stoner rock z klasycznym dla Orange Goblin riffem. Wokalista śpiewa w różnym stylu, spokojnie i melodyjnie, lub rytmicznie, prawie krzycząc. Gitarzysta używa efektu typu Flanger. Ścieżka wokalu i gitary przetworzona jest efektem pogłosu. W utworze wykorzystano Organy Hammonda do grania harmonii i pasaży.
Magic Carpet -
Wstęp na gitarze basowej grany jest z użyciem wah-wah. Następnie wchodzą dwie gitary, w tym jedna z kaczką. Utwór po takim wstępie zmienia się w bardzo charakterystyczny stoner metal.
Saruman's Wish -
Bardzo spokojny początek grany na dwóch gitarach, ulega stopniowemu wzmocnieniu, aż do stonerrockowego riffu. Riff to klasyczny motorowy blues. Pod koniec utwór zmienia nastrój na bardziej psychodeliczny. Fragment jedynie z wokalem i gitarą przechodzi w Rock 'N' Roll z improwizującym fortepianem.
Song of the Purple Mushroom Fish
Gitara z efektem typu kaczka i dźwięki przypominające odgłosy podwodne to jedyne czego użyto do tego interesującego instrumentalnego utworu.
Aquatic Fanatic -
Spokojny początek z samplami (okrzykami mew) i talerzami przechodzi w stoner metal. Potem następuje powrót do tematu początkowego i ponowne wzmocnienie stoner metalowym riffem.
Lothlorian -
Instrumentalny, melancholijny utwór na gitarę akustyczną. W tle harmonie na Syntezatorze - smyczki.
Land of Secret Dreams -
Wstęp na perkusyjnych talerzach, gitarze z pogłosami i psychodelicznym, melodyjnym wokalu z nałożonymi efektami. Między spokojnymi zwrotkami grany jest riff stoner metalowy. W piosence użyto riffów kojarzących się z Sabbath Bloody Sabbath, albumem Black Sabbath i charakterystycznych, dla obu zespołów, zmian tempa. Potem grany jest ciężki riff a w tle słychać dziwne, głosy: jeden podniesiony o oktawę, drugi obniżony. Fragment ten wykonuje prawdopodobnie, kobieta, śpiewająca fragmenty wokalne na innych płytach Orange Goblin. Utwór ma prawie 8 min.
Orange Goblin -
Typowy stoner w wykonaniu Orange Goblin, pełen częstych zmian tempa i sabbathowych riffów.
Star Shaped Cloud -
Ponad 9 minutowy utwór z wykorzystaniem organów Hammonda i gitary z wah-wah. Gitara i organy grają przypominające improwizację fragmenty bluesowo - jazzowe. Wokal jest spokojny i bardzo melodyjny. Pod koniec każdej zwrotki utwór zmienia się w stoner metal, aby potem powrócić do tematu początkowego. Piosenka kończy się spokojną gitarową improwizacją.
Na albumie umieszczono ukryty utwór. Są to odgłosy baru: dzwonek kasy fiskalnej, pijackie śpiewy, kasłanie, brzdęk szkła oraz pianino grające w tle niezrozumiałą melodię.

## Lista utworów
1. The Astral Project (Class A)
2. Magic Carpet
3. Saruman's Wish
4. Song of the Purple Mushroom Fish
5. Aquatic Fanatic
6. Lothlorian
7. Land of Secret Dreams
8. Orange Goblin
9. Star Shaped Cloud

## Wykonawcy
- Joe Horae - gitara
- Martyn Millard - gitara basowa
- Pete O'Malley - gitara
- Chris Turner - perkusja
- Ben Ward – wokal